# AeroGal
AeroGal, en fait Aerolíneas Galapagos S.A., mais également dénommé Avianca Equateur, (code AITA : 2K ; code OACI : GLG) est une compagnie aérienne basé à Quito, Équateur. Elle est fondée en 1986 et fait partie du conglomérat Synergy Group créé par le Brésilien-Colombien, Germán Efromovich. AeroGal a fusionné avec VIP Équateur pour former Avianca Équateur. Elle réalise des vols réguliers passagers et cargo entre l'archipel des Galápagos et l'Équateur continental. Son hub principal est basé à Guayaquil, sur Aéroport international José Joaquín de Olmedo.

## Destinations
AeroGal réalise des vols intérieurs réguliers, au départ de Guayaquil :
- Quito
- Cuenca
- Baltra, Galápagos
- San Cristóbal, Galápagos

Au départ de Quito :
- Manta
- Cuenca

et à l'international depuis Guayaquil vers :
- Miami,  États-Unis

et à l'international depuis Quito vers :
- Bogota,  Colombie

## Flotte
La flotte d'AeroGal est composée des appareils suivants au mois de mars 2015
- 6 Airbus A319-100
- 3 Airbus A320-200

## Partenariats
Il existe des accords de partage de code entre AeroGal et sa maison mère Synergy Aerospace et ses filiales :
- Avianca,  Colombie
- SAM, Sociedad Aeronáutica de Medellín  Colombie ou Avianca SAM
- OceanAir,  Brésil ou Avianca Brazil
- VIP,  Équateur ou Avianca Ecuador

Et grâce à ces liens des partages de codes avec les compagnies suivantes (correspondances à Bogota) :
- Air Canada
- Taca International Airlines
- Iberia Líneas Aéreas de España
- Mexicana de Aviación
- SATENA